# هابيل تروخيو
هابيل تروخيو (بالإنجليزية: Abel Trujillo) هو فنان قتال مختلط أمريكي، ولد في 18 يوليو 1983 في غرينزبورو في الولايات المتحدة.

## وصلات خارجية
- هابيل تروخيو على موقع يو إف سي (الإنجليزية)
- هابيل تروخيو على موقع شيردوغ (الإنجليزية)
- هابيل تروخيو على موقع Tapology.com (الإنجليزية)
- هابيل تروخيو على موقع IMDb (الإنجليزية)